# Джозеф Лайонс
Джозеф Алоїзіус Лайонс (англ. Joseph Aloysius Lyons, 15 вересня 1879 — 7 квітня 1939, Сідней) — австралійський політичний діяч, Прем'єр-міністр Тасманії з 1923 до 1928, міністр в уряді Джеймса Скалліна, Прем'єр-міністр Австралії з січня 1932 до самої смерті.

## Ранні роки
Лайон народився у місті Стенлі (Тасманія), син ірландських іммігрантів. Його батько, Майкл Лайонс, був успішним фермером, а потім займався пекарством, але втратив свій бізнес з причини погіршення стану здоров'я, та у подальшому змушений був працювати чорноробом. Його мати, мужня та витривала жінка, робила все можливе для утримання родини, маючи восьмеро дітей, але Джозеф був змушений залишити школу, коли йому було лише дев'ять років, щоб працювати кур'єром. Проте, за дороги своїх тіток він зміг відновити своє навчання у Коледжі Філіпа Сміта, після закінчення якого став викладачем. Він також став активним діячем профспілкового руху та став одним з перших членів Лейбористської партії у Тасманії.

## Державна політика
У 1909 Лайонса було обрано до Палати представників Тасманії. З 1914 до 1916 він займав посади міністрів фінансів, освіти та залізниці в уряді Джона Ерла. Як міністр освіти він здійснив багато реформ, в тому числі й скасування платні за навчання у державних школах, збільшення заробітної платні та умов утримання викладачам, а також заснував перші державні середні школи у Тасманії
1913 року Джозеф познайомився з 15-річною дочкою однієї з учасниць дискусійного клубу Енід Бурнелл, з якою вони одружились за два роки. У шлюбі вони мали одинадцять дітей.
1916 року під час Першої світової війни Джозеф Лайонс очолив Лейбористську партію в Тасманії.
До 1923 він був членом парламенту, а потім очолив місцевий уряд, який зберіг до 1928. Уряд Лайонса був обережним та прагматичним, встановлював добрі відносини з бізнесом та урядом консерваторів у Канберрі, але мав певну критику з боку членів профспілки у межах його власної партії.

## Федеральна політика
На федеральних виборах 1929 року Лайонс пройшов до федерального парламенту завдяки перемозі лейбористів під проводом Джеймса Скалліна. Його було призначено на пост міністра зв'язку та пошти Австралії, а також міністром транспорту та регіонального розвитку.

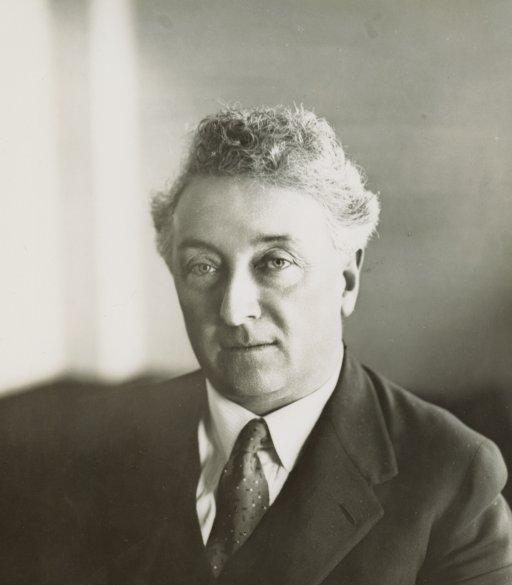
Джозеф Лайонс

Коли почалась Велика Депресія 1930 року, Лайонс став головним супротивником фінансової політики міністра фінансів Теда Теодора. Останній був змушений піти у відставку за звинуваченням у корупції у червні 1930, тоді Скаллін прийняв пост міністра фінансів у додаток до свого прем'єрства. Лайонс фактично був міністром фінансів з серпня 1930 до січня 1931, у той час як Скаллін був в Англії на Імперській конференції. У жовтні 1930 Лайонс оголосив свій план відновлення, що наполягав на необхідності підтримати збалансований бюджет та скоротити витрати на утримання влади та надання великого кредиту промисловості.
Його консервативний підхід до питань економіки здобув підтримку в бізнесі, але обурив багатьох однопартійців, які підтримували розширення дефіциту, щоб стимулювати економіку, а також боялись перспективи зниження утримання та скорочення витрат на владні інституції. У зв'язку з цим Лайонс почав розглядати пропозиції від групи його нових ділових прихильників, включаючи впливових діячів Мельбурну. Тоді він заявив про свою відставку і став лідером опозиції

## Залишення партії
Скаллін, що повернувся з Лондону у січні 1931 року, знову призначив Теодора на посаду міністра фінансів, що Лайонс сприйняв як заперечення своєї політики. Джозеф негайно залишив Кабінет, а потім, у березні, і партію. Опозиція у складі Націоналістичної партії, п'яти членів парламенту — лейбористів, а також трьох незалежних консервативних членів парламенту незабаром об'єдналась і сформувала нову партію — Партія «Об'єднана Австралія».
Федеральні вибори 1931 року принесли значну перемогу «Об'єднаній Австралії». Новий уряд склав присягу у січні 1932, Лайонс став Прем'єр-міністром.

## Прем'єр-міністр

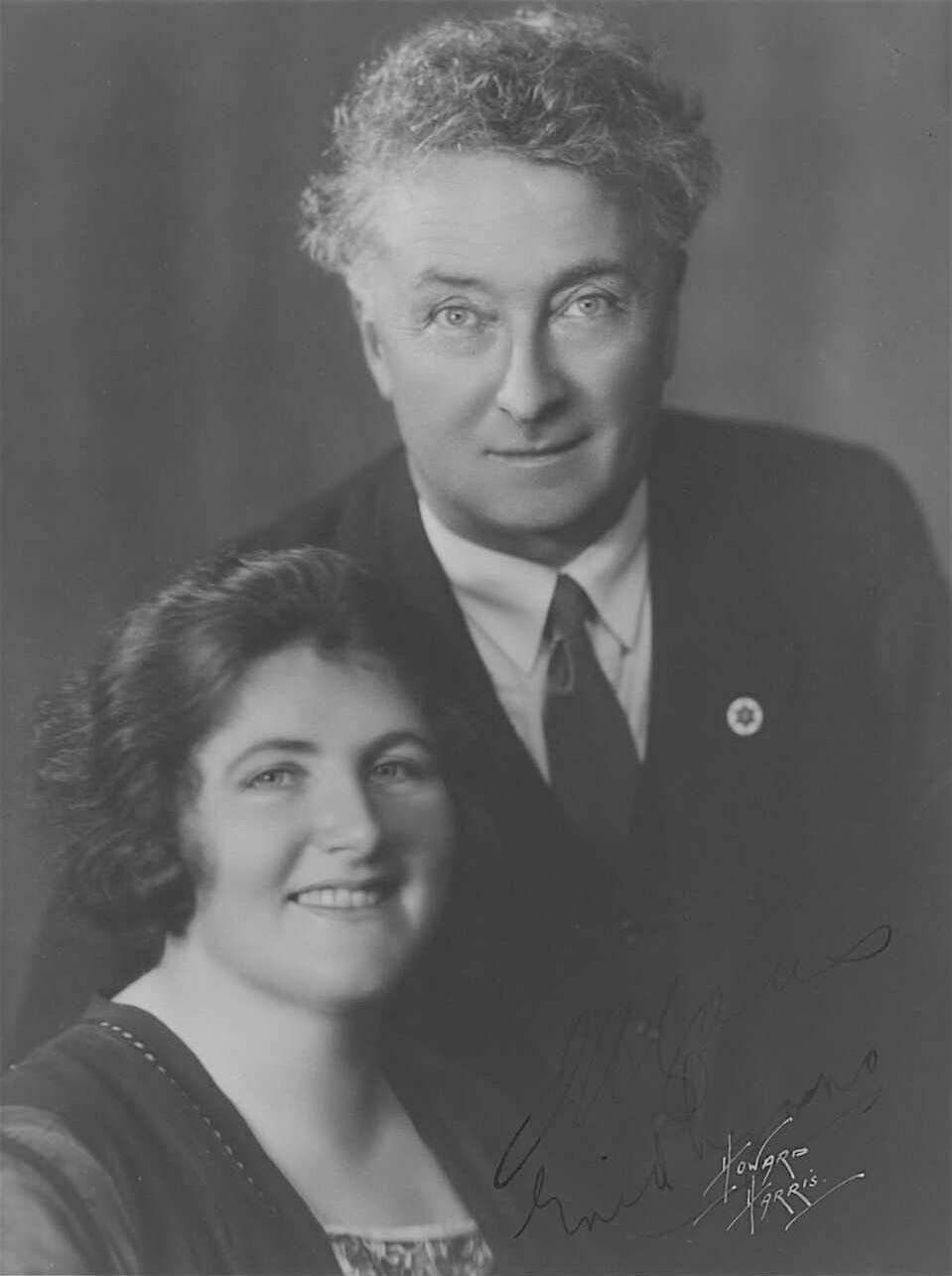
Лайонс з дружиною — першою жінкою у Палаті представників

«Об'єднана Австралія» мала достатню кількість представників у Парламенті, щоб підтримувати уряд Лайонса. Після федеральних виборів 1934 року вони створили традиційну коаліцію з Національною партією. До 1935 окрім обов'язків прем'єра, Лайонс виконував обов'язки міністра фінансів. У цей час він так само проводив консервативну фінансову політику, як і за часів урядування Скалліна, скорочуючи соціальні витрати і державний борг. Він отримав політичну вигоду із поступового всесвітнього відновлення, яке почалось після 1932.
У зовнішній політиці він підтримував Британію, не виключаючи, разом з тим, невелику критику. Лайонс був великим прихильником створення Ліги Націй. Його уряд мав тенденцію підтримувати примирення диктатур, таких як Німеччина, Італія і Японія з метою уникнення нової світової війни, але при цьому готувався до такого розвитку подій, розширюючи витрати на оборонну сферу, будівництво авіаційних заводів, а також закладення нових фабрик боєприпасів та верфів.
У 1934 у результаті виборів до Парламенту пройшов честолюбний і талановитий Роберт Мензіс, де його одразу ж визнали наступником Лайонса, хоча він сам і спростовував це.
Лайонс зберіг свій уряд і на третій термін після виборів 937 року. Однак, з причини ускладнення міжнародної ситуації наприкінці 1930-х років, Лайонс, що усе життя був пацифістом, став ще більш пригніченим. Більшість політиків очікувала, що Лайонса незабаром замінить Мензіс. 7 квітня 1939 Лайонс раптово помер у Сіднеї від серцевого нападу. Джозеф Лайонс був першим Прем'єр-міністром, що помер під час виконання своїх службових обов'язків. Йому було 59 років.
.

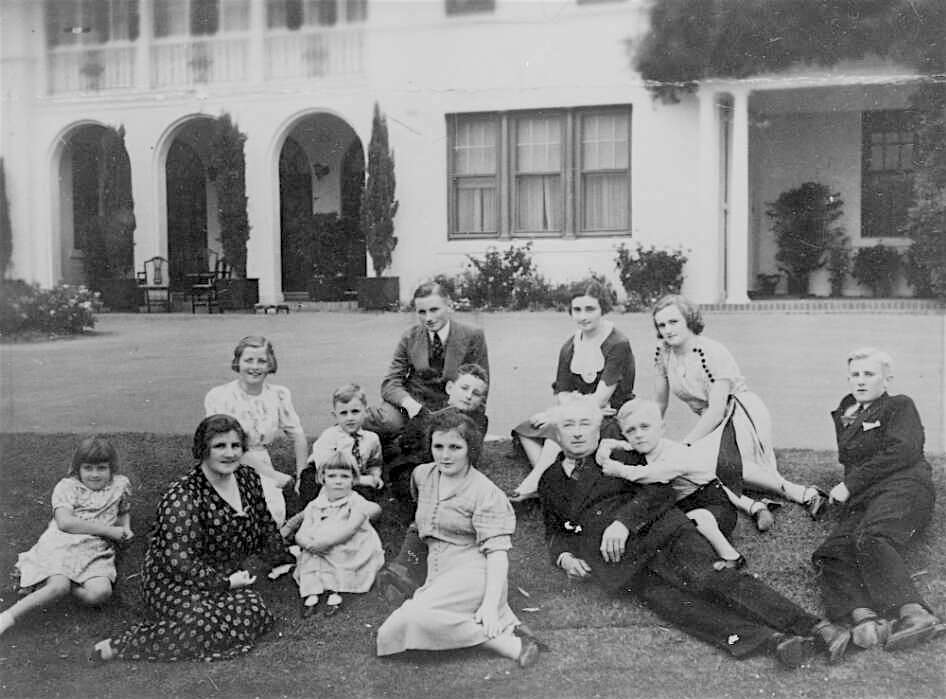
Родина Лайонсів у 1930-х на галявинці перед будинком

Вдова Джозефа Енід Лайонс пізніше створила власну політичну кар'єру у 1943, стала спочатку першою жінкою у австралійській Палаті представників, а потім і першою жінкою — членом Кабінету міністрів (в ліберальному уряді Мензіса). Двоє з їхніх синів пізніше також пішли у політику, здобувши членство у Ліберальній партії у Тасманії: Кевін Лайонс був представником Прем'єр-міністра у 1969—1972 роках, а Брендан Лайонс був членом Кабінету Робіна Грея протягом 1980-х років.

## Почесті
Одне з передмість Канберри названо на честь Джозефа Лайонса 1965року.
У 1975 було випущено поштову марку із портретом Лайонса.